# Висоцьке (станція)
Висóцьке — станція Знам'янської дирекції Одеської залізниці на лінії Помічна — Колосівка між станціями Помічна (10 км) та Олійникове (8 км). Розташована в однойменному селі Новоукраїнського району Кіровоградської області.

## Історія
Виникла у 1925 року як роз'їзд із такою самою назвою.
У 1972 році електрифікований у складі лінії Помічна — Колосівка.
У 2023 році переведений до категорії станцій.

## Пасажирське сполучення
На станції Висоцьке зупиняються лише приміські електропоїзди у напрямку Одеси, Колосівки, Помічної, Долинської, Знам'янки.